# Tinglayan
Tinglayan é um município de  quarta classe de renda municipal (d) na província Kalinga, nas Filipinas. De acordo com o censo de 1 de maio  de  2020 possui uma população de 13 148 pessoas e 2 453 domicílios.